# Idriella australiensis
Idriella australiensis är en svampart som beskrevs av B. Sutton, Piroz. & Deighton 1972. Idriella australiensis ingår i släktet Idriella och familjen Helotiaceae.   Inga underarter finns listade i Catalogue of Life.